# Пухаєва Олена Романівна
Пуха́єва Оле́на Рома́нівна (нар. 4 лютого 1961) — радянська і українська академічна веслувальниця, чемпіонка і призерка чемпіонатів світу, учасниця Олімпійських ігор 1988, Заслужений майстер спорту СРСР (1986), майстер спорту України міжнародного класу. Бронзова призерка літніх Паралімпійських ігор 2012 року.
Закінчила Дніпропетровський державний інститут фізкультури і спорту (1989).

## Спортивна кар'єра
Займалася академічним веслуванням в ДСТ «Локомотив», а потім в ДСТ Зеніт.
Пухаєва виступала на регаті Дружба-84, де зайняла четверте місце.
1985 року стала чемпіонкою СРСР в складі вісімки розпашної зі стерновим і ввійшла до складу збірної СРСР. На чемпіонаті світу 1985 Пухаєва в складі вісімки розпашної зі стерновим стала чемпіонкою і за підсумками року отримала звання Заслужений майстер спорту СРСР.
Протягом 1986—1988 ще тричі ставала чемпіонкою СРСР, а на чемпіонатах світу стала вдруге чемпіонкою 1986 року і була третьою 1987 року.
На сеульській Олімпіаді в складі вісімки розпашної зі стерновим збірної СРСР фінішувала четвертою.
Після Олімпіади 1988 Пухаєва була змушена припинити виступи через проблеми із зором, отримала інвалідність через порушення зору, а через 20 років, коли в Дніпропетровську набирав силу паралімпійський рух, повернулася до веслування, обравши четвірку-мікс (дві жінки, два чоловіка і стерновий). Займалася веслуванням у Дніпропетровському обласному центрі «Інваспорт».
Результати виступів Пухаєвої в змішаній четвірці розпашній зі стерновим на змаганнях людей з обмеженими фізичними можливостями:
- 2007 — на чемпіонаті світу — 12 місце;
- 2008 — на Кубку світу (виставковий заїзд) — 6 місце;
- 2009 — на чемпіонаті світу — 5 місце;
- 2010 — на етапі Кубку світу — 3 місце, на чемпіонаті світу — 4 місце;
- 2011 — на етапі Кубку світу — 6 місце, на чемпіонаті світу — 8 місце;
- 2012 — на етапі Кубку світу — 3 місце.

На Літніх Паралімпійських іграх 2012 Пухаєва в складі змішаної розпашної четвірки зі стерновим стала бронзовою медалісткою.
- 2013 — на етапі Кубку світу — 2 місце, на чемпіонаті світу — 6 місце;
- 2014 — на етапі Кубку світу — 4 місце.